# 小行星1962
小行星1962（1962 Dunant）是一颗绕太阳运转的小行星，为主小行星带小行星。该小行星于1973年11月24日发现。
該小行星以瑞士人道主義者亨利·杜南命名。

## 轨道参数
小行星1962的轨道半长轴为3.1891604 UA，离心率为0.231。